# Championnats de France de cyclisme sur piste 2014
Navigation
Roubaix 2013 Bordeaux 2015
Les championnats de France de cyclisme sur piste 2014 se déroulent pour les cadets (15/16 ans), les juniors (17/18 ans) et les espoirs (moins de 23 ans) du 14 au 18 juillet sur le vélodrome de Hyères et pour les élites du 2 au 5 octobre sur le vélodrome de Saint-Quentin-en-Yvelines.

## Programme
| Q | Qualifications | F | Finale |

| Date                    | Date                    | Jeu 2 | Jeu 2 | Ven 3 | Ven 3 | Sam 4 | Sam 4 | Dim 5 | Dim 5 |
| Date                    | Date                    | M     | A     | M     | A     | M     | A     | M     | A     |
| Kilomètre H             | Kilomètre H             |       |       |       |       |       |       |       | F     |
| Keirin H                | Keirin H                |       |       |       |       |       | F     |       |       |
| Vitesse H               | Vitesse H               |       |       | Q     | F     |       |       |       |       |
| Poursuite H             | Poursuite H             |       | F     |       |       |       |       |       |       |
| Poursuite par équipes H | Poursuite par équipes H |       |       |       |       | Q     | F     |       |       |
| Américaine H            | Américaine H            |       |       |       |       |       |       |       | F     |
| Course aux points H     | Course aux points H     |       |       |       |       |       | F     |       |       |
| Scratch H               | Scratch H               |       |       |       |       |       |       | Q     | F     |
| Omnium H                | Omnium H                | F     | F     | F     | F     |       |       |       |       |
| Demi-fond H             | Demi-fond H             |       |       |       | Q     |       | F     |       |       |
| 500 mètres F            | 500 mètres F            |       |       |       | F     |       |       |       |       |
| Keirin F                | Keirin F                |       |       |       |       |       | F     |       |       |
| Vitesse F               | Vitesse F               | Q     | F     |       |       |       |       |       |       |
| Poursuite F             | Poursuite F             |       | F     |       |       |       |       |       |       |
| Poursuite par équipes F | Poursuite par équipes F |       |       |       |       | Q     | F     |       |       |
| Course aux points F     | Course aux points F     |       |       |       |       |       |       |       | F     |
| Scratch F               | Scratch F               |       |       |       |       |       | F     |       |       |
| Omnium H                | Omnium H                | F     | F     | F     | F     |       |       |       |       |

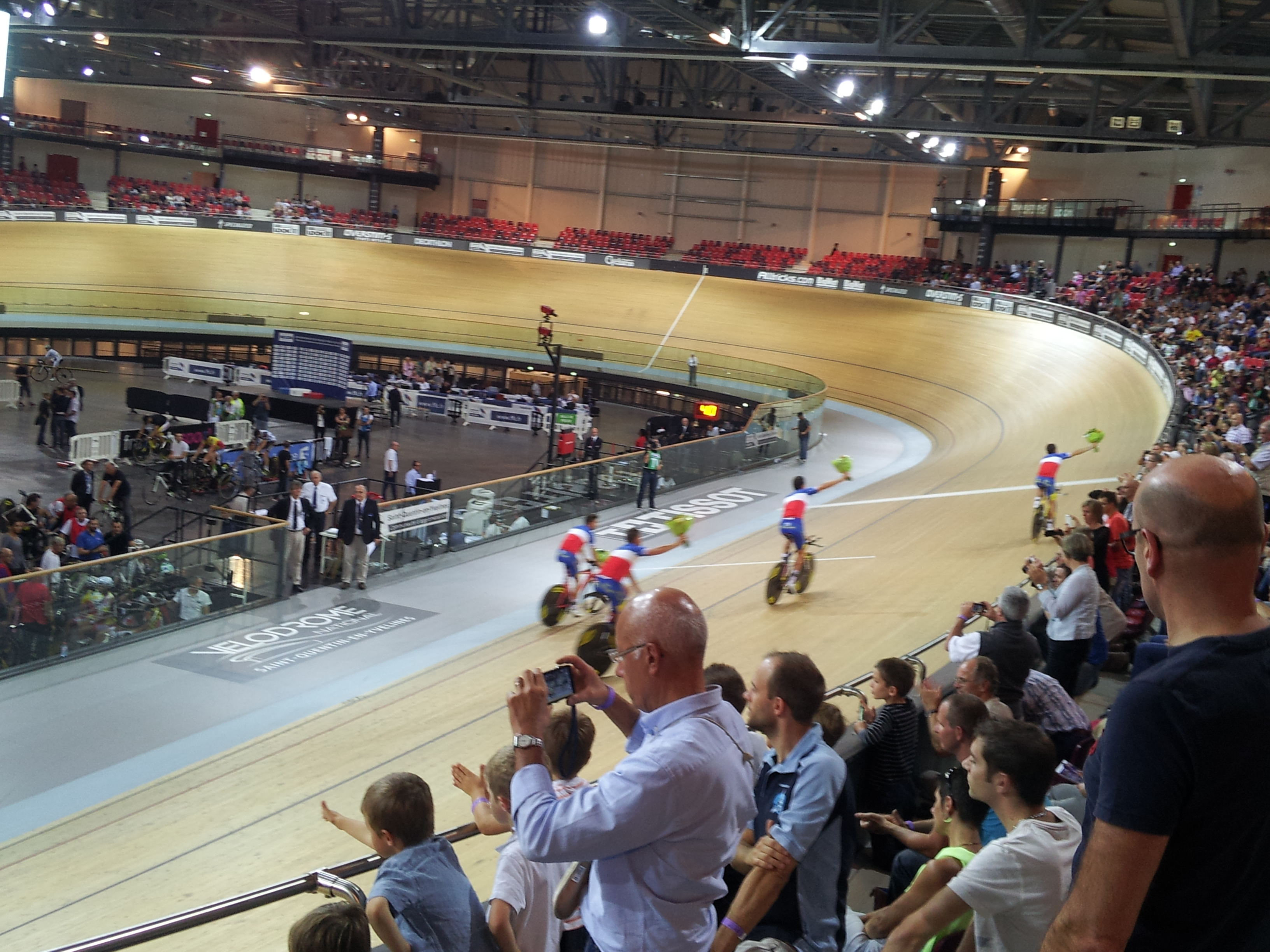
L'équipe Pays de la Loire (Boudat, Morice, Destang et Gouret) remporte l'épreuve de poursuite par équipes
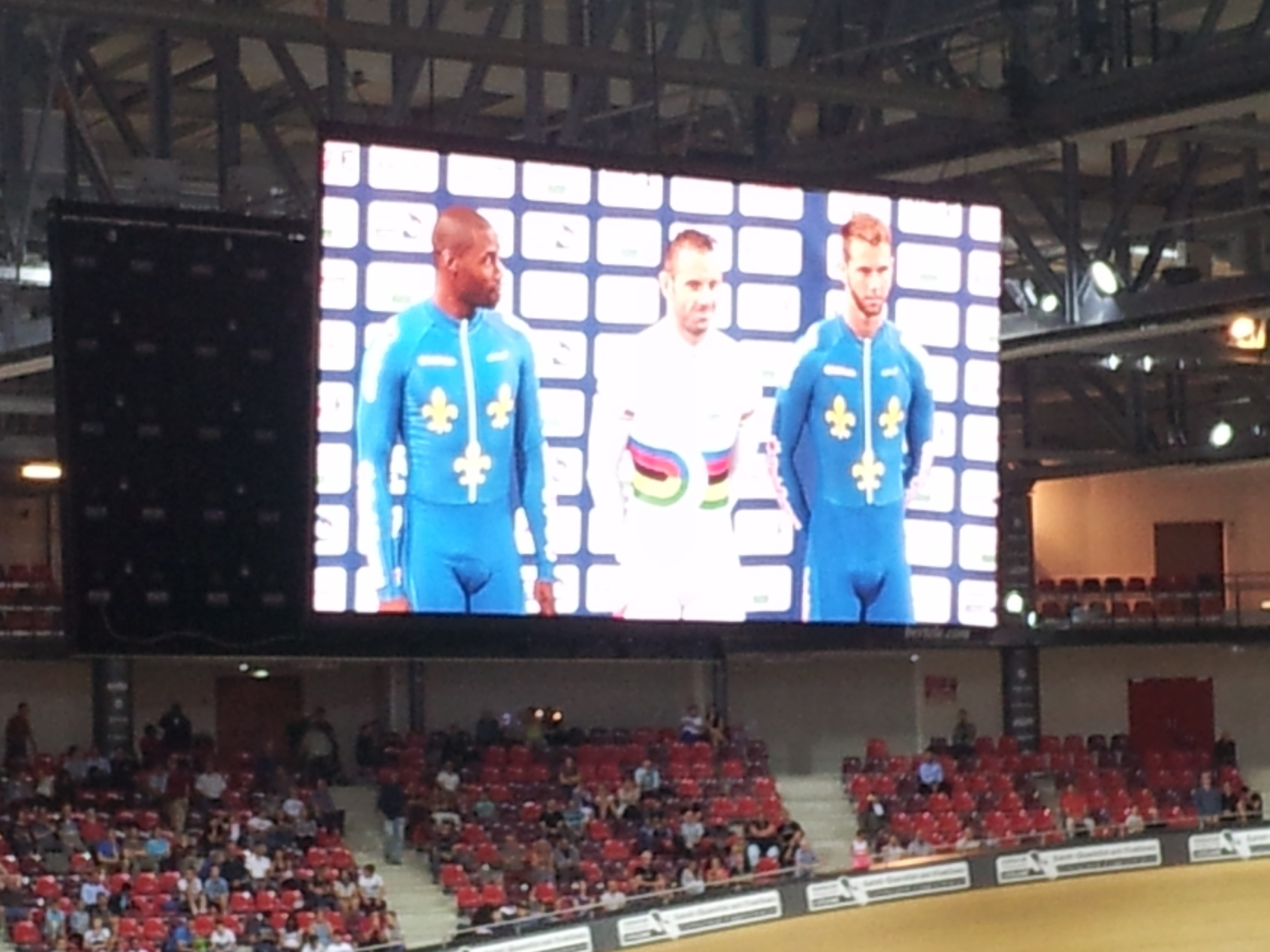
Podium du keirin : Grégory Baugé, François Pervis et Benjamin Edelin (de g. à d.)
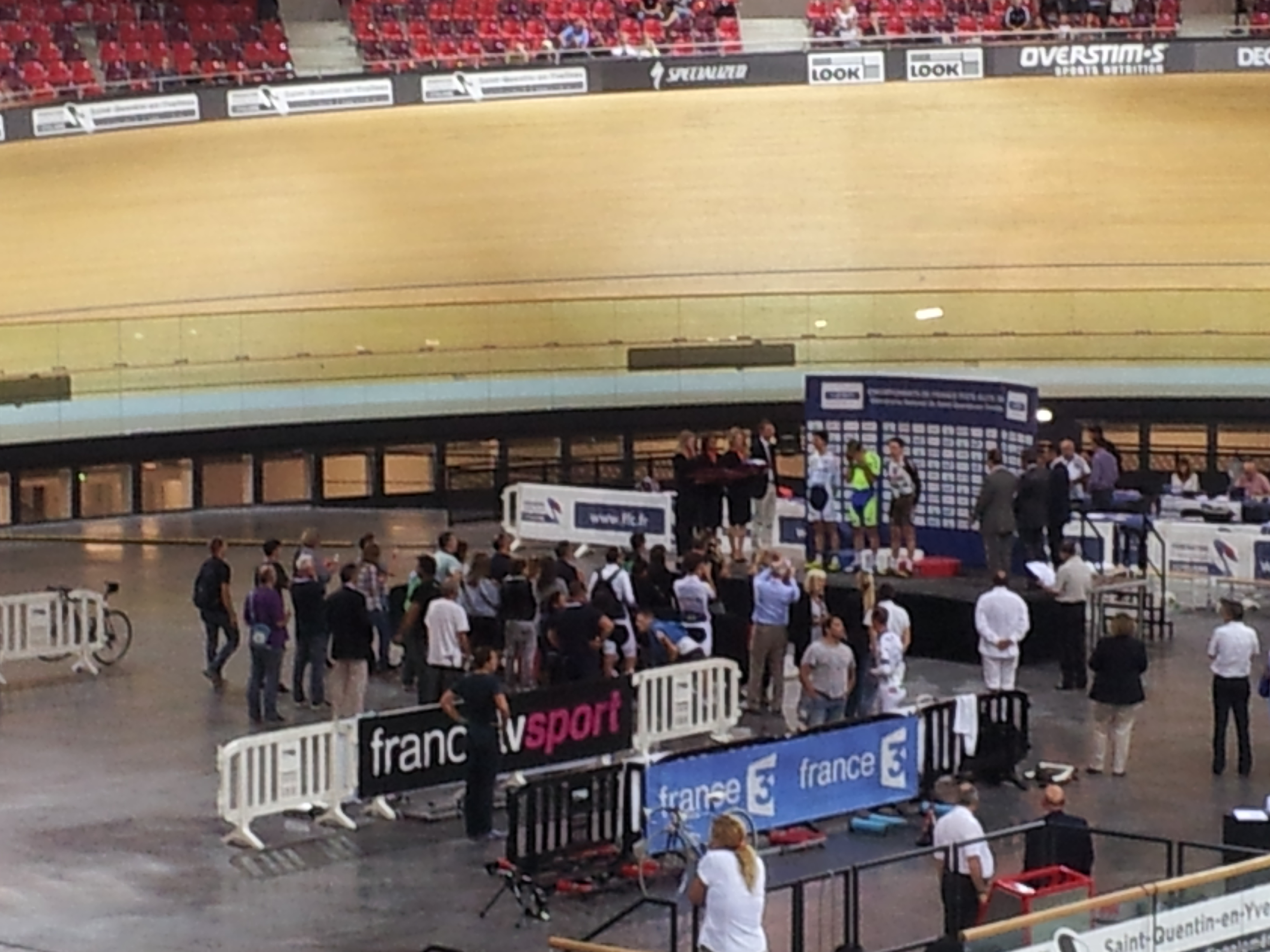
Podium de la course aux points : Louis Pijourlet, Marc Fournier et Alexis Gougeard (de g. à d.)

## Résultats

### Hommes
| Compétitions          | Or                                                                           | Argent                                                                    | Bronze                                                                       |
| --------------------- | ---------------------------------------------------------------------------- | ------------------------------------------------------------------------- | ---------------------------------------------------------------------------- |
| Épreuves élites       |                                                                              |                                                                           |                                                                              |
| Kilomètre             | François Pervis                                                              | Michaël D'Almeida                                                         | Quentin Lafargue                                                             |
| Keirin                | François Pervis                                                              | Grégory Baugé                                                             | Benjamin Edelin                                                              |
| Vitesse               | Quentin Lafargue                                                             | Kévin Sireau                                                              | Grégory Baugé                                                                |
| Poursuite             | Julien Morice                                                                | Thomas Boudat                                                             | Marc Fournier                                                                |
| Poursuite par équipes | Pays de la Loire Thomas Boudat Lucas Destang Julien Morice Jean-Marie Gouret | Picardie Corentin Ermenault Benoît Daeninck Vincent Ginelli Marc Fournier | Rhône-Alpes Pierre-Luc Périchon Louis Pijourlet Jules Pijourlet Romain Bacon |
| Américaine            | Picardie Marc Fournier Benoît Daeninck                                       | Pays de la Loire Lucas Destang Thomas Boudat                              | Franche-Comté Morgan Kneisky Philémon Marcel-Millet                          |
| Course aux points     | Marc Fournier                                                                | Louis Pijourlet                                                           | Alexis Gougeard                                                              |
| Scratch               | Thomas Boudat                                                                | Benjamin Thomas                                                           | Morgan Kneisky                                                               |
| Omnium                | Thomas Boudat                                                                | Vivien Brisse                                                             | Fabien Le Coguic                                                             |
| Demi-fond             | Émilien Clère                                                                | Alexandre Paccalet                                                        | Antoine Gaudillat                                                            |
| Épreuves juniors      |                                                                              |                                                                           |                                                                              |
| Kilomètre             | Théophile Leblanc                                                            | Benjamin Gil                                                              | Sébastien Vigier                                                             |
| Keirin                | Sébastien Vigier                                                             | Benjamin Gil                                                              | Quentin Valognes                                                             |
| Vitesse               | Sébastien Vigier                                                             | Melvin Landerneau                                                         | Benjamin Gil                                                                 |
| Poursuite             | Corentin Ermenault                                                           | Adrien Garel                                                              | Valentin Madouas                                                             |
| Poursuite par équipes | Picardie Corentin Ermenault Florian Maitre Louis Richard Adrien Garel        | Bretagne Florian Barket Valentin Madouas Thomas Denis Alex Morice         | Normandie Damien Touzé Samuel Kergaravat François Hervieu Florian Leroyer    |
| Course aux points     | Florian Maitre                                                               | Mathieu Riebel                                                            | Damien Touzé                                                                 |
| Américaine            | Picardie Corentin Ermenault Adrien Garel                                     | Île-de-France Guillaume Millasseau Mathieu Riebel                         | Bretagne Florian Barket Thomas Denis                                         |

### Femmes
| Compétitions          | Or                                                                             | Argent                                            | Bronze                                                          |
| --------------------- | ------------------------------------------------------------------------------ | ------------------------------------------------- | --------------------------------------------------------------- |
| Épreuves élites       |                                                                                |                                                   |                                                                 |
| 500 mètres            | Virginie Cueff                                                                 | Sandie Clair                                      | Olivia Montauban                                                |
| Keirin                | Virginie Cueff                                                                 | Olivia Montauban                                  | Sandie Clair                                                    |
| Vitesse               | Virginie Cueff                                                                 | Olivia Montauban                                  | Sandie Clair                                                    |
| Poursuite             | Pascale Jeuland                                                                | Élise Delzenne                                    | Coralie Demay                                                   |
| Poursuite par équipes | Poitou-Charentes.Futuroscope.86 Fiona Dutriaux Roxane Fournier Pascale Jeuland | Bretagne Coralie Demay Hélène Gerard Coralie Sero | Nord-Pas-de-Calais Élise Delzenne Cynthia Huygens Mélanie Machu |
| Course aux points     | Élise Delzenne                                                                 | Laurie Berthon                                    | Fiona Dutriaux                                                  |
| Scratch               | Pascale Jeuland                                                                | Élise Delzenne                                    | Margot Dutour                                                   |
| Omnium                | Laurie Berthon                                                                 | Fiona Dutriaux                                    | Coralie Demay                                                   |
| Épreuves juniors      |                                                                                |                                                   |                                                                 |
| 500 mètres            | Marie Dufour                                                                   | Soline Lamboley                                   | Mélissa Bourhis                                                 |
| Vitesse               | Marie Dufour                                                                   | Margot Dutour                                     | Mélissa Bourhis                                                 |
| Poursuite             | Marion Borras                                                                  | Alphanie Midelet                                  | Soline Lamboley                                                 |
| Course aux points     | Fanny Zambon                                                                   | Margot Dutour                                     | Marion Borras                                                   |